# Un nuovo giorno (film 2016)
Un nuovo giorno è un film italiano del 2016 diretto da Stefano Calvagna.